# Campo Acquabella
Il campo Acquabella è stato un campo di calcio a 11 situato nell'allora periferia est della città di Milano, nel rione dell'Acquabella, presso l'odierno piazzale Dateo. Ha ospitato le gare interne del Milan dal marzo 1903 al febbraio 1905.

## Caratteristiche
Il terreno del campo di gioco era affondato tra un argine e un rilievo, era ampio ed erboso.
La sopraelevazione su due lati del campo offrì delle tribunette "naturali", da cui il pubblico poteva seguire l'incontro. L'ingresso non si pagava, tuttavia c'era chi provvedeva ad affittare delle sedie, allo scopo di assistere alle partite da seduti.
Il campo era protetto da una recinzione tramite una corda legata a dei paletti.

## Storia
L'area fu scelta dal presidente rosso-nero Piero Pirelli, che ne fece il nuovo campo da calcio del Milan.
La squadra meneghina dovette abbandonare il Campo Trotter un po' per le precarie condizioni in cui versava, ma anche perché in quell'area era prevista la costruzione della stazione ferroviaria centrale. Uno dei vantaggi costituiti dal campo Acquabella, forse ancora più modesto del Trotter fu che a differenza di quest'ultimo, veniva impegnato esclusivamente per il calcio.
L'incontro di debutto nel nuovo campo da gioco fu un'amichevole Milan-Genoa del 15 marzo 1903, che finì 2-2. Nello stesso giorno si disputò anche un'altra partita, con le seconde squadre sempre di Milan e Genoa, e l'incontro terminò 3-1 per i rosso-neri. Un avviso inerente all'evento delle due gare inaugurali asserì che il ricavato dell'evento sarebbe stato in parte destinato al Ricovero Veterani di Turate.
Nel 1906 il Milan abbandonò l'Acquabella per trasferirsi in un'altra struttura, il campo di Porta Monforte. Oggi l'area corrispondente al campo Acquabella è occupata dall'isolato compreso tra via M.Melloni e via Compagnoni.